# Circolo Sportivo Ruentes 1934-1935
Questa voce raccoglie le informazioni riguardanti il Circolo Sportivo Ruentes nelle competizioni ufficiali della stagione 1934-1935.

## Rosa
| N. |                   | Ruolo | Calciatore          |
| -- | ----------------- | ----- | ------------------- |
|    | Italia (bandiera) | D     | Salvatore Avvenente |
|    | Italia (bandiera) | C     | Giuseppe Bergamino  |
|    | Italia (bandiera) | D     | Calcagno            |
|    | Italia (bandiera) | C     | Guido Fava          |
|    | Italia (bandiera) | A     | Dario Fazio         |
|    | Italia (bandiera) | A     | Attilio Fossati     |

| N. |                   | Ruolo | Calciatore         |
| -- | ----------------- | ----- | ------------------ |
|    | Italia (bandiera) | A     | Ugo Gallina        |
|    | Italia (bandiera) | A     | Amato Gastaldi     |
|    | Italia (bandiera) | C     | Mario Greppi       |
|    | Italia (bandiera) | P     | Bernardo Moretti   |
|    | Italia (bandiera) | D     | Domenico Oliva     |
|    | Italia (bandiera) | A     | Giuseppe Salvatico |